# Antiblemma indigna
Antiblemma indigna är en fjärilsart som beskrevs av Butler 1879. Antiblemma indigna ingår i släktet Antiblemma och familjen nattflyn. Inga underarter finns listade i Catalogue of Life.